# Oranjeboom

Logo des Oranjeboom Biers

Oranjeboom („Orangenbaum“) ist eine niederländische Biermarke. Ursprünglich als Brauerei gegründet geht die Geschichte der Marke bis ins Jahr 1671 zurück. Das Bier wurde ursprünglich in Rotterdam, später in Breda gebraut. Die beiden Brauereien in Rotterdam und Breda sind geschlossen. Die Produktion findet heute bei Dommelsch in Valkenswaard statt.

## Geschichte
Die Geschichte der Brauerei geht auf das Jahr 1671 zurück. Bereits im Folgejahr wurde d’Orangienboom mit der Rotterdamer Brauerei de Dissel zusammengeschlossen. In der Geschichte der Brauerei folgten zahlreiche Besitzerwechsel. Bei einem Verkauf der Brauerei 1742 änderte man den Namen in den Oranjeboom. In Breda wurde 1538 die Brauerei den Boom gegründet, die 1628 nach der gegenüberliegenden Schmiede in de Drie Hoefijzers (Drei Hufeisen) umbenannt wurde. Erst 1968 wurden beide Brauereien unter dem Namen Oranjeboom Bier Brouwerij B.V. mit Sitz in Breda vereinigt. 
Eigentümerin war die niederländische Tochter der britischen Allied Breweries, die Verenigde Bierbrouwerijen Breda-Rotterdam B.V. 1973 wurde die Brauerei in Skol umbenannt, doch der Erfolg der Marke Skol blieb aus, und die Brauerei kehrte 1982 zum alten Namen zurück. Zum 6. Februar 1995 wurde Oranjeboom durch den belgischen Konzern Interbrew, die heutige AB-InBev, übernommen. Die Produktion in Breda wurde am 29. Mai 2004 eingestellt. Dort erinnert heute nur noch das Brauereimuseum het Fust an dieses Kapitel Rotterdamer und Bredaer Wirtschaftsgeschichte.